# Coyotepec (Estado de México)
Coyotepec (Coyōtepēc in lingua nahuatl) è uno dei 125 comuni dello Stato del Messico e il nome del suo centro amministrativo. Confina a nord con il comune di Huehuetoca, ad ovest con Tepotzotlán, a sud con Teoloyucan e ad est con Teoloyucan e Zumpango. Il territorio del comune si trova a un'altitudine tra i 2.100 e i 2.560 m s.l.m., la popolazione è di 39.341 abitanti.
La città di Coyotepec si trova a 2.300 m s.l.m.; ha una popolazione di 36.029 abitanti.

## Toponomastica
Il nome Coyotepec (montagna del coyote) deriva dalla lingua náhuatl ed è composto dalle parole coyotl (coyote) e tepetl (montagna).